# Armand Djerabé
Armand Djerabé (ur. 11 września 1980 w Ndżamenie) – czadyjski piłkarz grający na pozycji lewego obrońcy. Od 2015 roku jest zawodnikiem klubu AS CotonTchad.

## Kariera klubowa
Swoją karierę piłkarską Djerabé rozpoczął w klubie Gazelle FC. W sezonie 1999/2000 zadebiutował w jego barwach w pierwszej lidze czadyjskiej. W latach 2000 i 2001 zdobył z nim dwa Puchary Czadu, a w sezonie 2003 został z nim wicemistrzem kraju.
W 2004 roku Djerabé przeszedł do kameruńskiego Coton Sport FC de Garoua. Trzykrotnie został z nim mistrzem Kamerunu w sezonach 2004, 2005 i 2006, a w 2004 roku zdobył Puchar Kamerunu. W 2007 roku trafił do AS CotonTchad, a w połowie tamtego roku odszedł do benińskiego Lions de l’Atacora. W latach 2009–2010 grał w innym benińskim klubie, Requins de l’Atlantique FC.
W 2010 roku Djerabé wrócił do Czadu i w sezonie 2010 grał w Gazelle FC, z którym został wicemistrzem kraju. W latach 2011–2012 był piłkarzem Tourbillon FC. W 2011 został z nim wicemistrzem Czadu. W latach 2013–2014 występował w Foullah Edifice FC i dwukrotnie wywalczył z nim mistrzostwo Czadu w sezonach 2013 i 2014. W 2015 wrócił do AS CotonTchad. W sezonach 2015, 2018 i 2019 został z nim wicemistrzem kraju.

## Kariera reprezentacyjna
W reprezentacji Czadu Djerabé zadebiutował 30 lipca 2002 roku w przegranym 0:2 towarzyskim meczu z Ugandą. Od 2002 do 2011 wystąpił w kadrze narodowej 31 razy.